# Metal Gear Solid 3: Snake Eater
Metal Gear Solid 3: Snake Eater is een stealthspel voor de PlayStation 2 uit 2004. Het spel is onderdeel van de Metal Gear-serie en is ontwikkeld en uitgegeven door Konami. Het spel is in 2005 wereldwijd ruim 3,6 miljoen keer verkocht.

## Plot
Het verhaal speelt zich af in 1964 en draait om FOXHOUND-agent Naked Snake die moet proberen een Russische raketgeleerde te redden uit kwaadaardige handen, een experimenteel superwapen zien te saboteren, en zijn voormalige baas ombrengen.

## Verhaal
Het verhaal is gesitueerd tijdens de Koude Oorlog. Deze keer speelt men niet met de Solid Snake, maar met zijn vader die bekend is als Big Boss, weliswaar nog altijd met de codenaam (Naked) Snake.
Snake zijn mentor, The Boss (een vrouw), is naar verluidt overgelopen naar het Oosten (de Sovjets). Dit op zich was een grote schok, want The Boss was de trouwste soldaat die Amerika had en tot heden de "beste", eveneens de moeder van CQC (Close Quarters Combat) en de persoon die een grote rol zou hebben gehad op de afloop van de Tweede Wereldoorlog. De tweede schok kwam ook net voor haar defectie, toen ze twee Davy Crocket-raketten stal (kleine nucleaire raketten), bij wijze van geschenk voor haar nieuwe bazen.
De VS belt de president van de Sovjet-Unie, toen Nikita Chroesjtsjov, die zei dat hij zou proberen mee te helpen. Weliswaar proberen, want in de Sovjet-Unie was er ook wat tumult, er was een opstand op til onder leiding van ene kolonel Volgin, tegen Chroesjtsjov. Deze Volgin was rijk zonder einde, en had een wetenschapper ontvoerd, die een idee had voor een wapen dat de koers van oorlogvoeren totaal zou veranderen. Zo wilde Volgin de macht van de Sovjet-Unie overnemen, aangezien Chroesjtsjov zijn macht enorm verzwakt was sinds de Cubacrisis.
Snake moet ook vechten tegen de zogenaamde COBRA-Unit, een groep legendarische soldaten die samen met The Boss overgelopen zijn naar de Sovjet-Unie. De COBRA-unit bestaat uit:
- The Pain - Mogelijkheid om bijen te controleren en op vijanden af te sturen.
- The Fear - Onzichtbaarheid te gebruiken en zeer bekwaam met het gooien van pijlen/speerpunten.
- The End  - Legendarische sniper gebruikmakend van een zeer goede camouflage, en de mogelijkheid der fotosynthese. Evenals planten, laadt zijn "Stamina"/"Uithoudingsvermogen" op als hij in de zon ligt.
- The Fury - Bewapend met een vlammenwerper en een Jetpack.
- The Sorrow - Kan met de doden praten en ze oproepen.
- The Boss (Ook bekend als "The Joy") - De leider van de unit, de moeder der CQC, en de gebruiker van "The Patriot", een van de M16 afgeleid geweer, met oneindige munitie, en een onwerkelijke vuurkracht.

Volgin omschreef het wapen als een "nucleair-capable, bipedal tank", een sluitende omschrijving van de Metal Gear. Door toevoeging van raketboosters kan de tank onderweg raketten afvuren, waardoor zijn doelreikwijdte zo groot was dat het eender welk punt in de Verenigde Staten kan aanvallen. Snake moet koste wat kost de voltooiing van Metal Gear verijdelen, tegelijkertijd The Boss vermoorden, en de "Philosophers Legacy" in handen te krijgen. Dit is een microfilm met informatie over de rekeningen waar een geschat bedrag van ruim 100 miljard dollar op gestort is.
De laatste drie MGS'en volgen elkaar op in de zin dat ze meer en meer uitweiden over een groep, genaamd The Patriots (Voorheen "The Philosophers"), die achter de schermen de wereld zou beïnvloeden.

## Spel
Voorgaande titels spelen zich af in en rond gebouwen, terwijl Snake Eater zich grotendeels afspeelt in de jungle. Het spel richt zich nog steeds op het stealthgedeelte waarbij de speler onopvallend moet zien te infiltreren.
De grootste innovatie in het spel is het principe van camouflage. Afhankelijk van de omgeving moet de speler verschillende types camouflage gebruiken. Deze camouflage vindt de speler op geheime plekken, kunnen van eindbazen worden gestolen, of deze konden via een online-netwerk, bonus-cd, of via de website worden gedownload. Rechts bovenaan het scherm is een camo-index, waaraan de speler kan zien hoe hoog het camouflageniveau is, en dus niet opgemerkt zal worden door vijanden.

## Ontvangst
Het spel werd zeer positief ontvangen en heeft op aggregatiewebsite Metacritic en GameRankings een score van respectievelijk 91% en 92%. Men prees het verhaal, de gameplay, graphics, vele details, het nieuwe personage Naked Snake, en het einde van het spel.
| Aggregator   | Score  |
| ------------ | ------ |
| GameRankings | 92%    |
| Metacritic   | 91/100 |
| Publicatie   | Score  |
| Edge         | 8/10   |
| GamePro      | 4,5/5  |
| GameSpot     | 8,7/10 |
| IGN          | 9,6/10 |

## Trivia
- Snake Eater zou oorspronkelijk worden ontwikkeld voor de PlayStation 3, maar vanwege uitstel werd besloten het spel te ontwikkelen voor de PlayStation 2.
- Het bevat een minispel genaamd "Snake vs. Monkey" en is een spelletje waarin Snake loslopende aapjes moet zien te vangen.

## Uitbreidingen

### Metal Gear Solid 3: Subsistence
In 2005 kwam een uitbreiding op Snake Eater. In Europa bestaat deze uit 3 cd's: Subsistence, Existence en Persistence. Het uitbreidingsspel bestaat uit het originele spel met extra camouflagepakken en een nieuwe camerapositie, een nieuwe multiplayer Metal Gear Online, Duel mode, Metal Gear, Metal Gear 2 en Secret Theatre. De derde cd bevat een film gemaakt met materiaal uit Snake Eater en de trailer van Metal Gear Solid 4: Guns of the Patriots.

### 20th Anniversary
In juli 2007 bracht Konami in Japan alle Metal Gear Solid-spellen uit in een gelimiteerde verzamelbox.

### HD-editie
Metal Gear Solid 3: Snake Eater - HD Edition is een geremasterde versie in hogere kwaliteit. Het spel werd eind 2011 uitgebracht voor de PlayStation 3 en Xbox 360. Het spel draait op een beeldresolutie van 1280×720 pixels, 60 beelden per seconde en een verhouding van 16:9. De HD-versie bevat enkele inhoud van de Subsistence-versie, en het is mogelijk om de twee MSX2-versies van Metal Gear te spelen.

### Metal Gear Solid: Snake Eater 3D
In 2012 werd een versie uitgebracht speciaal aangepast voor de mogelijkheden van de Nintendo 3DS.

## Trivia
- Het spel is opgenomen in het boek 1001 Video Games You Must Play Before You Die van Tony Mott.